# Szily László
Szily László Áron (Budapest, 1970. január 31. – ) magyar újságíró, a 444 munkatársa, a  gonzó újságírás magyarországi képviselőinek egyike. Édesapja Szily Géza László, édesanyja Simsay Ildikó. Egyetlen húga Szily Sarolta filmoperatőr, világítástervező. Két gyermeke Borisz és Mirijam.

## Életrajz
Régi magyar nemesi családból származik. Négy évig a budapesti Piarista Gimnáziumba járt, majd 1994-ben egyetem mellett két évig volt „a Financial Times budapesti tudósítójának a titkár-tolmács-mindenese.” Ekkor a Népszava, majd 1995-től a Magyar Hírlap alkalmazta. 2000 és 2012 között az Index internetes hírportál újságírója, majd külső újságírója volt. A Cink.hu vezető újságírója volt annak 2015 őszi megszűnéséig. Ezt követően a 444 újságírója lett.
2005-ben Minőségi Újságírásért díjat kapott az „Epiláltatott-e Szent Margit?” című cikkéért.
Indexes korában ragadt rajta – amikor a hírportál több blogját is vezette és több nicknéven blogolt – a vicces, de bizonyos mértékig tiszteletet sugalló „blogminiszter” titulus, ami az Indextől való távozása után is rajta maradt, legalábbis közeli kollégái, cikkeinek rendszeres olvasói, kommentelői körében.
Saját bevallása szerint használt már illegális, drognak minősülő anyagot cikkei írása során, figyelme ébren tartása végett.

## Könyvei
- Etetés (2000)
- Kitolás - Kalauz leendő apáknak (2003)
- Kitolás 2. (2007)
- Beírás - Iskolai túlélőkalauz apáknak (2016)
- Kitolás - Túlélőkalauz kezdő apáknak (2016)
- Idegtartás - A legnépszerűbb házi kedvencek titkolt bűnei: hogyan ne válassz állatot magadnak (2022)